# Zágráb–Belgrád-vasútvonal
A Zágráb–Belgrád-vasútvonal (horvátul és szerbül: Pruga Zagreb-Beograd) egy 412 km hosszú vasútvonal Horvátországban és Szerbiában, Zágráb és Belgrád között. A vonal a Száva völgyét követi. Része a X. páneurópai folyosónak, ami egyik irányban folytatódik Salzburg és Ljubljana felé, a másik irányba Szkopje és Szaloniki felé.
A vonalon közlekedett az Orient expressz is 1919 és 1977 között. Végig villamosított és kétvágányú.

## Története
A vasútvonal villamosítása 1970-ben fejeződött be. Ez volt az első végig 25 kV 50 Hz-cel villamosított vasútvonal Horvátországban (A Zágráb–Fiume már villamosítva lett korábban, de az a régebbi 3 kV DC rendszerrel).

## Képgaléria

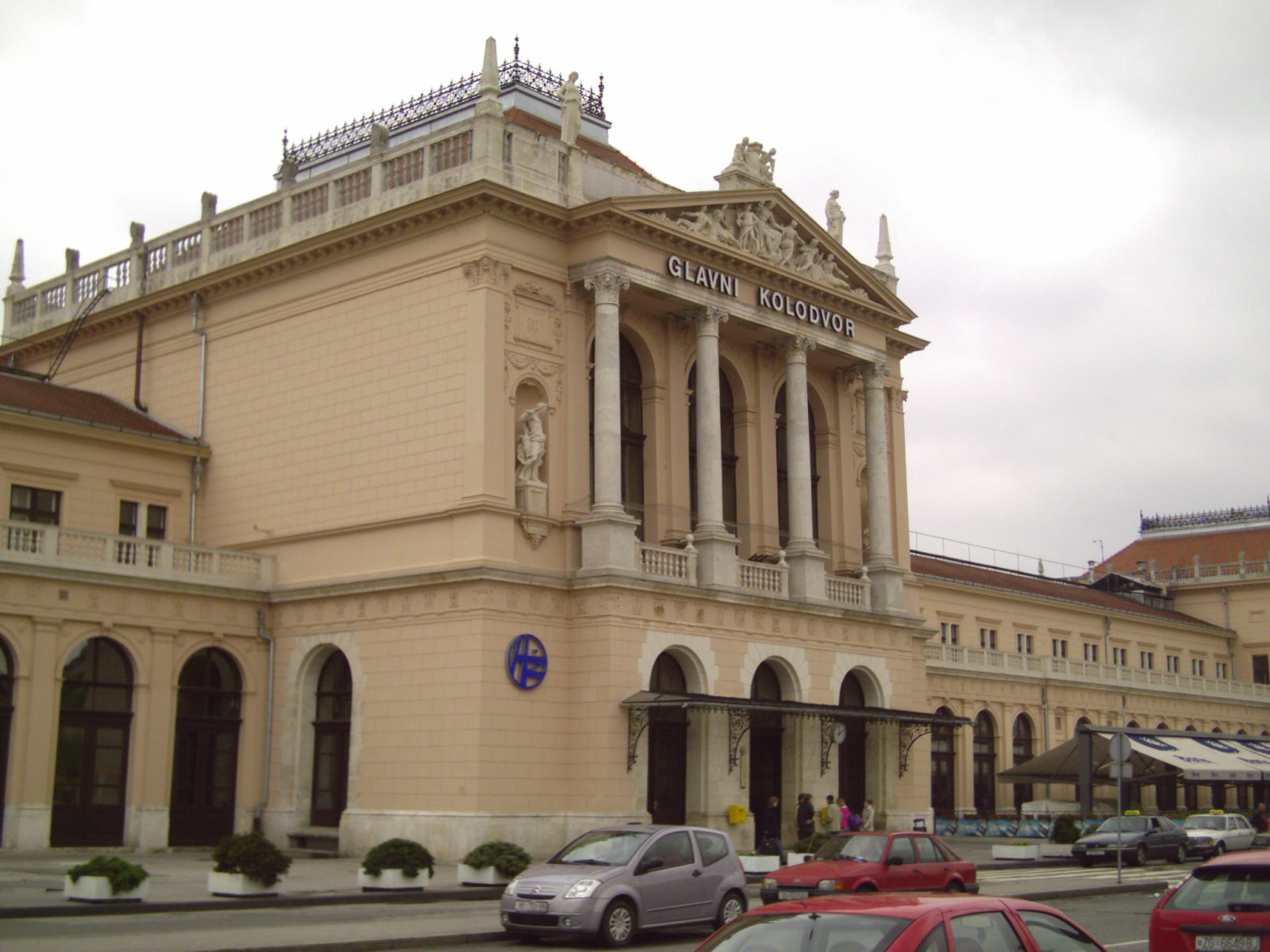
Zágráb főpályaudvar
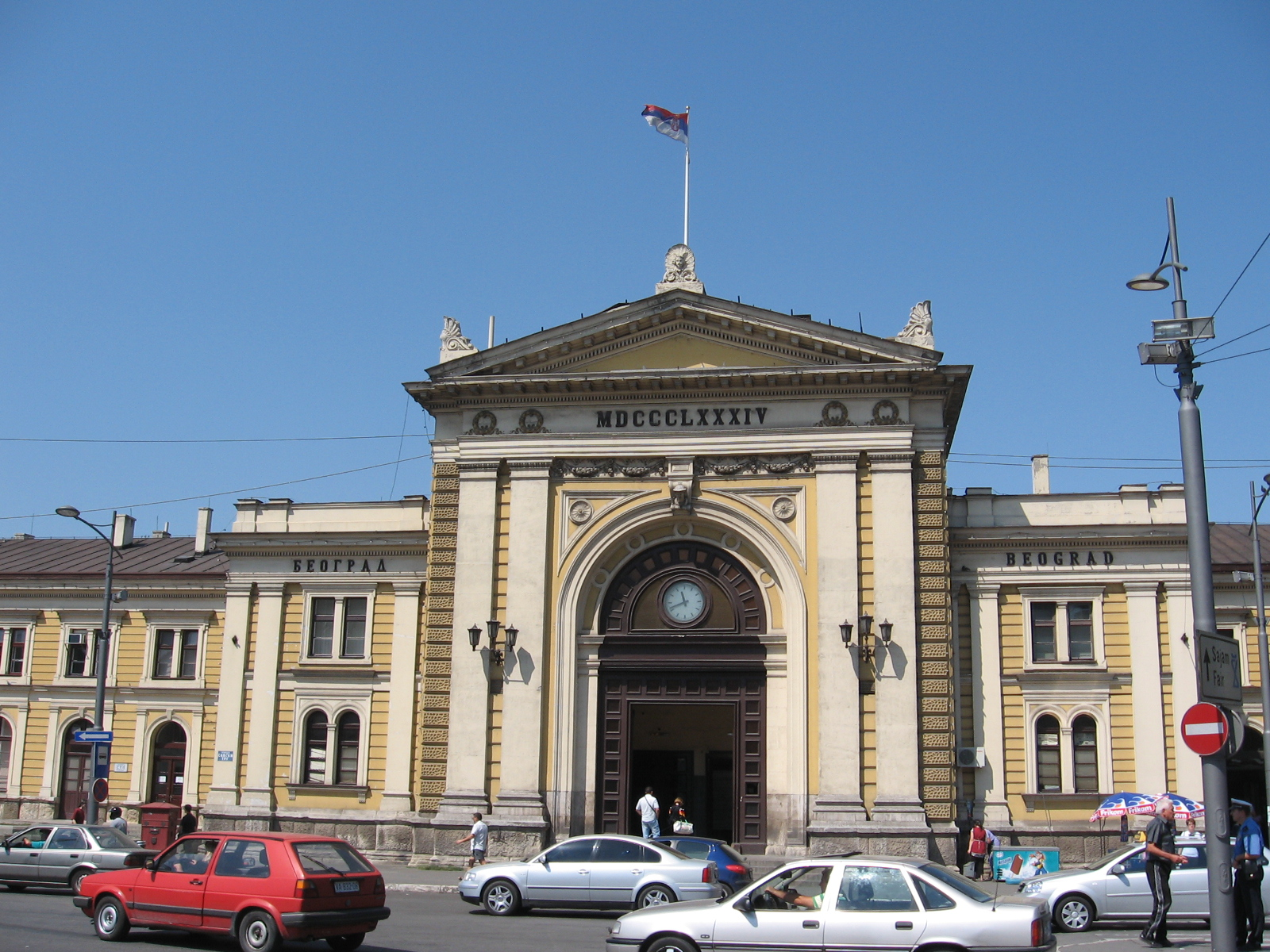
Belgrád főpályaudvar
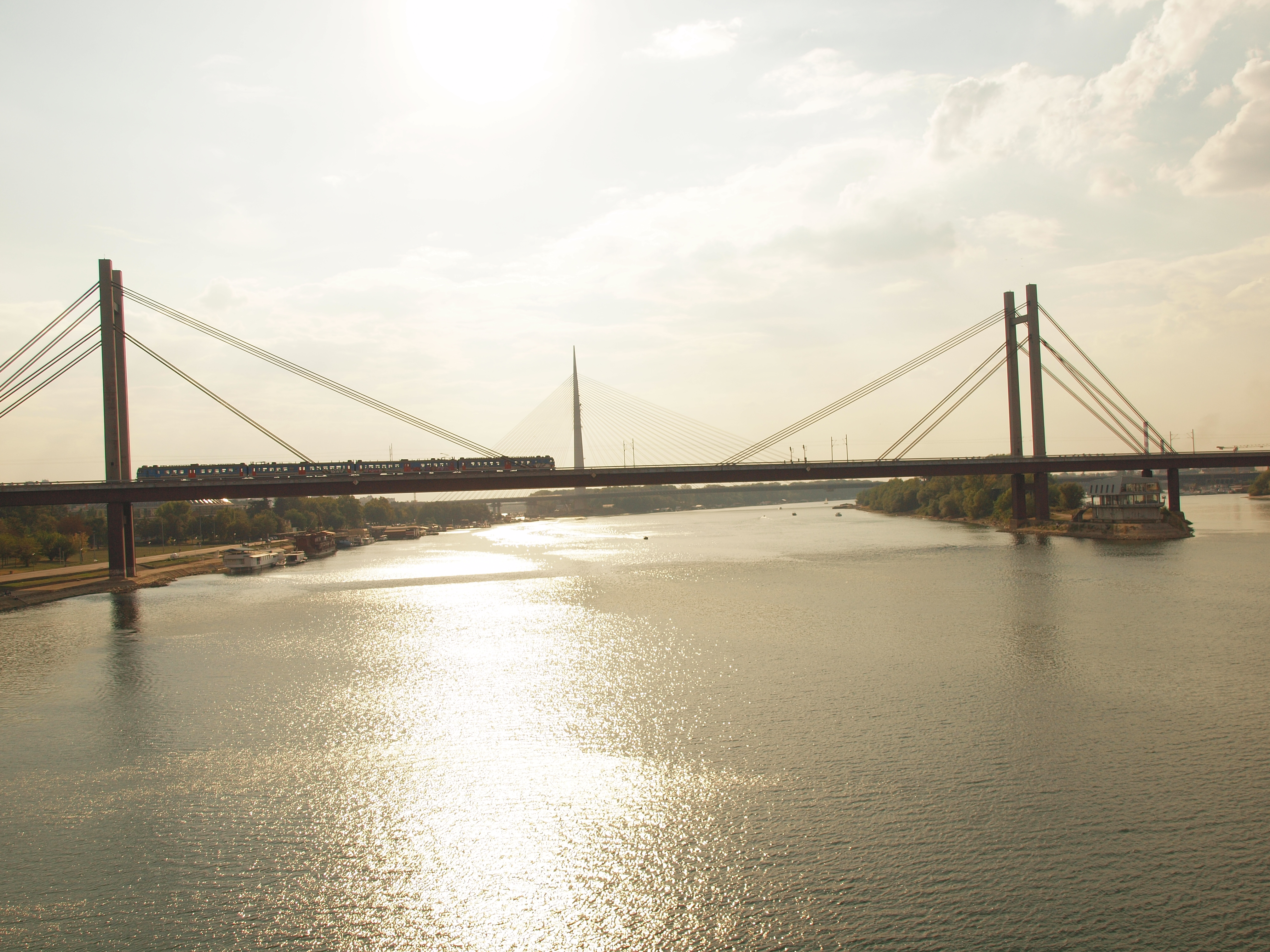
Belgrádi új vasúti híd